# Albinykus
Albinykus là một chi khủng long, được Nesbitt J. A. Clarke Turner & Norell mô tả khoa học năm 2011.